# كارولين دوبويس
كارولين دوبويس (بالفرنسية: Caroline Dubois)‏ هي كاتِبة وشاعرة فرنسية، ولدت في 1960 في باريس في فرنسا.